# Georges Roland
Georges Roland (Saint-Remy-lez-Chimay, 8 giugno 1922 – 26 ottobre 1991) è stato un astronomo e tennistavolista belga.

## Biografia
Georges Roland è nato a Saint-Remy-lez-Chimay, una località oggi inglobata nella cittadina di Chimay. Era sposato con la Sig.ra Janine Delvaux. Non deve essere confuso con l'omonimo scrittore belga.

## Carriera astronomica
Dopo aver svolto vari impieghi pubblici per circa 2 anni e mezzo fu assunto il 1 giugno 1942 presso l'Osservatorio Reale del Belgio a Uccle, dove rimase fino al suo pensionamento, il 1º luglio 1987. Durante tale periodo svolse varie mansioni tecniche ed amministrative anche di rilievo oltre alle ricerche astronomiche. Si è occupato principalmente di asteroidi e comete.
Ha coscoperto la cometa non periodica C/1956 R1 (Arend-Roland).

## Carriera sportiva
È stato un giocatore e campione belga di tennis da tavolo (ping pong). Ha vinto quindici titoli nazionali tra cui i titoli del singolo maschile nel campionato nazionale belga nel 1954, 1956 e nel 1957, ha partecipato anche a campionati europei e mondiali conquistando anche la medaglia di bronzo ai Campionati europei del 1960 a Zagabria nel doppio maschile: cessata l'attività agonistica è stato allenatore della squadra belga durante 20 anni. Sempre in ambito sportivo è da ricordare che è stato insignito della "Médaille du Mérite Sportif", massima onorificenza sportiva belga e gli è stato assegnato l'"ITIF Gold Award".

## Curiosità
Nessun asteroide è stato dedicato a Georges Roland come avvenne invece per parecchi suoi colleghi, in compenso asteroidi
furono dedicati alla città dove nacque, 1633 Chimay, ad un pronipote, 1698 Christophe, ad una nipote, 1707 Chantal, ad una pronipote, 1711 Sandrine, a una cognata, 1848 Delvaux, e alla famiglia d'origine della madre, 3411 Debetencourt.